# اینداس (مینه‌سوتا)
اینداس (به انگلیسی: Indus) یک منطقهٔ مسکونی در ایالات متحده آمریکا است که در Northwest Koochiching واقع شده‌است. اینداس ۳۳۷٫۱۱ متر بالاتر از سطح دریا واقع شده‌است.